# セルジュ・コロ
セルジュ・コロ（Serge Collot, 1923年12月27日 - 2015年8月11日）は、フランスのヴィオラ奏者。
パリの生まれ。幼少の頃からヴァイオリンを嗜むも、エミール・ロワゾーに室内楽の薫陶を受け、パリ音楽院でモーリス・ヴュー、ジョセフ・カルヴェ、モーリス・エウィットの各氏の指導を受けた。1944年にヴィオラでプルミエ・プリを獲得して卒業し、すぐにパルナン弦楽四重奏団の創立メンバーとしてヴィオラを弾くようになった。1952年からパリ・オペラ座管弦楽団に入団し、パレナン弦楽四重奏団のヴィオラ奏者を兼任したが、1957年にパレナン弦楽四重奏団を離れてからはジェラール・ジャリやミシェル・トゥルヌとフランス弦楽三重奏団を結成した。また、ピエール・ブーレーズのドメーヌ・ミュジカルのコンサートにも参加している。
1969年から1989年までは母校のパリ音楽院の教授を務めた。
ジェルザにて没。